# Колледж Уэллсли
Колледж Уэллсли — женский частный колледж свободных искусств; открыт в 1875 году. Его миссией в настоящее время является «предоставить отличное образование в сфере свободных искусств женщинам, которые будут иметь влияние в мире». Девиз колледжа: «Non Ministrari sed Ministrare» («Не принимать служение, а служить»).
Расположен в городе Уэллсли, штат Массачусетс (12 миль к западу от Бостона). Обучение в колледже длится 4 года и заканчивается выдачей диплома бакалавра. Это заведение также входит в группу Семи сестёр. Одновременно в нём получает образование около 2300 студенток.
Группы в колледже составляются из 17—20 студенток, а отношение числа студенток к числу преподавателей составляет приблизительно 8:1. Библиотека Маргарет Клапп (Margaret Clapp Library) содержит более 1,3 миллиона книг, периодических изданий, микроформ, музыкальных партитур, аудиозаписей, видеокассет, карт и компакт-дисков.
В колледже действует специальная программа Элизабет Кайзер Дэвис (Elisabeth Kaiser Davis Degree Program) по предоставлению образования женщинам, которые по тем или иным причинам не смогли получить диплом бакалавра.
Этот колледж совместно с Массачусетским технологическим институтом исследовался Бенсоном Снайдером (Benson Snyder) в его работе «Скрытая университетская жизнь» (The Hidden Curriculum, 1970), в которой автор приходит к выводу, что множество не выполняемых требований и ожидаемая отдача от студентов мешают последним творчески мыслить и независимо развиваться.
Долгое время из колледжа Уэллсли выходило больше женщин, добившихся значительных карьерных успехов, чем из какого-либо другого учебного заведения.

## История

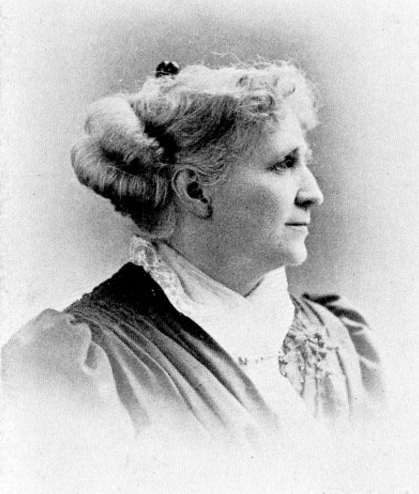
Ада Ховард (1829—1907), первый президент колледжа Уэллсли

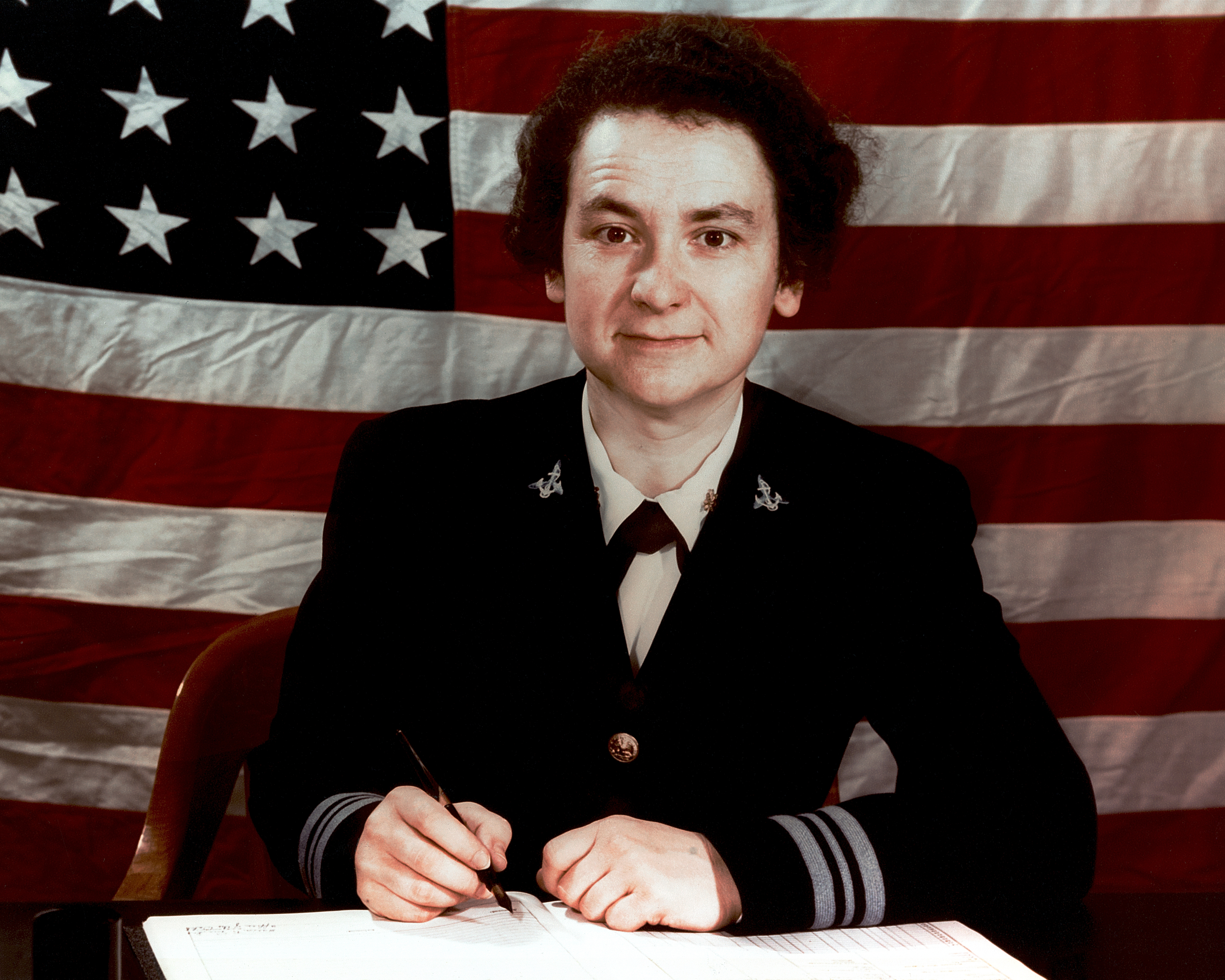
Милдред Макафи (1900—1994), седьмой президент колледжа Уэллсли

Колледж Уэллсли был основан в 1870 году Генри (Henry Fowle Durant, 1822—1881) и Паулиной Дюрант (Pauline Adeline Fowle Durant, 1832—1917), которые были увлечены высшим образованием женщин.
Первый президент Уэллсли, Ада Ховард (Ada Howard, 1829—1907), и почти все ранние преподаватели и администраторы колледжа были женщинами. Первые ученики в количестве 314 человек начали занятия в 1875 году. Из этого первого класса 18 окончили колледж в 1879 году.
В колледже в 1878 году Сара Фрэнсис Уайтинг открыла вторую в США учебную физическую лабораторию и первую, в которой могли учиться женщины. В 1891 году Мэри Уитон Калкинс (Mary Whiton Calkins, 1863—1930) создала одну из первых психологических лабораторий в стране. Эмили Грин Болч, лауреат Нобелевской премии мира за 1946 год, была профессором экономики и социологии в колледже. Кэтрин Ли Бейтс, выпускница колледжа 1880 года и автор слов к гимну America the Beautiful («Америка прекрасна»), была профессором английского языка и литературы. В 1901 году создано студенческое правительство.
17 марта 1914 года самое старое и центральное здание колледжа сгорело при пожаре, при этом никто не погиб. В течение следующих 17 лет было построено девять крупных зданий, а академический центр кампуса был перемещен на вершину холма Норумбега (Norumbega Hill).
В 1941-1942 гг. в колледже преподавал Владимир Набоков.
Милдред Макафи (Mildred Helen McAfee Horton, 1900—1994), седьмой президент колледжа Уэллсли, уволилась, чтобы в 1942—1946 годах возглавить WAVES (Женский резерв военно-морского флота США), и в 1945 году награждена медалью «За выдающуюся службу».
В 1959 году колледж окончила Мадлен Олбрайт, в 1969 году — Хиллари Клинтон.

## Традиции

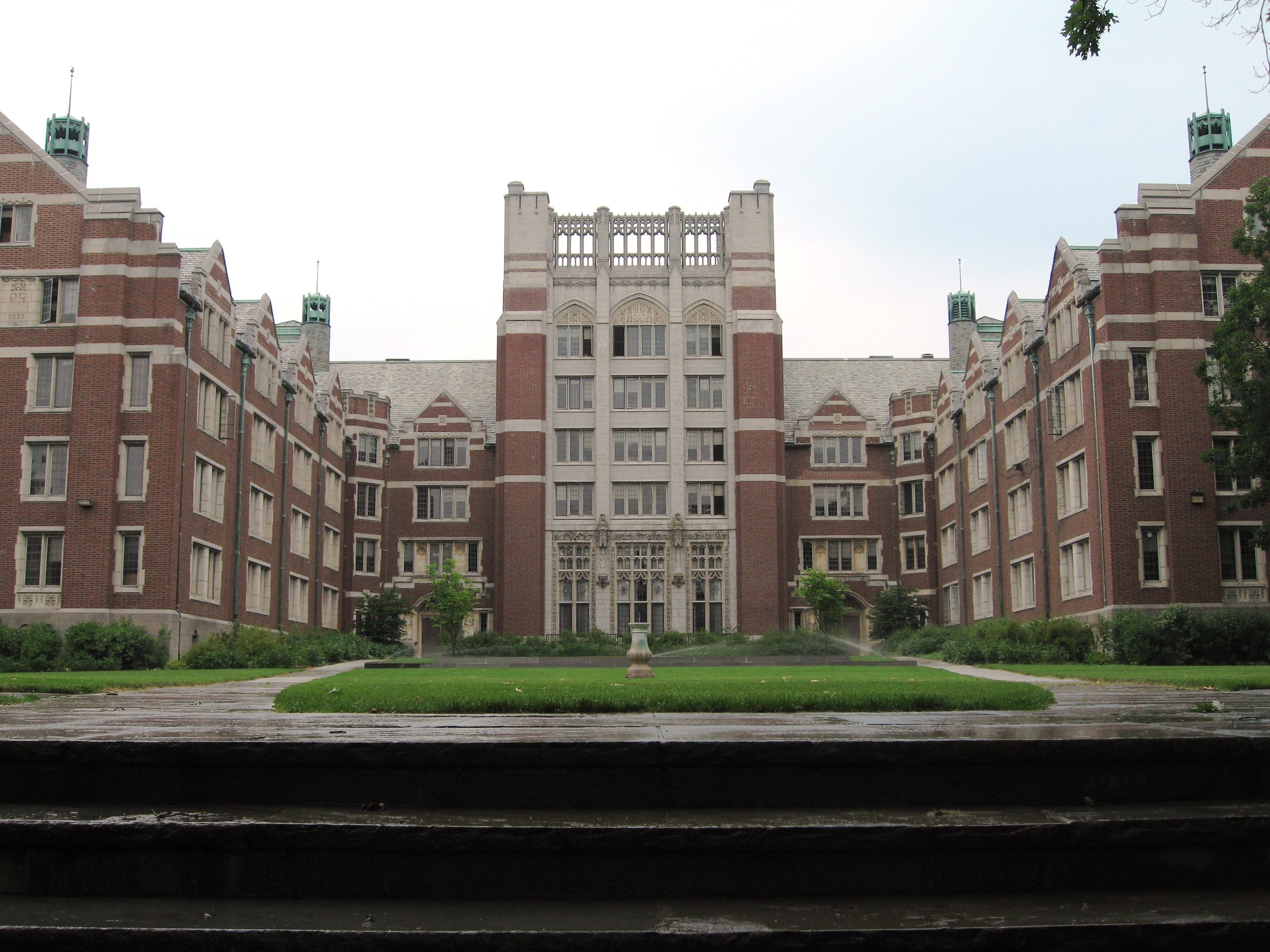
Колледж Уэллсли

Как и многие другие колледжи, а в особенности из группы Семи сестёр, колледж Уэллсли имеет множество традиций. Каждый осенний семестр проводится мероприятие под названием Цветочное воскресенье. Студентки старших курсов встречаются с первокурсницами, которые становятся их «младшими сёстрами». Утром старшекурсницы дарят своим маленьким сёстрам цветы. Само мероприятие по форме своего проведения довольно сильно изменилось за прошедшие годы и сегодня состоит из речей президента колледжа и деканов, чтения стихов и выступления хора. Кроме того, представители от студентов из каждой из многочисленных религиозных групп выступают с небольшими отрывками из священных книг своей веры.
Каждый выпуск из колледжа сажает дерево на территории кампуса. Эти деревья растут по всему кампусу и отмечены каждое специальным камнем с годом выпуска, который лежит у корней дерева.
Ещё одной традицией является «пение на ступеньках», которое происходит несколько раз в течение года. Каждая выпускная группа одевается в свои собственные цвета (пурпурный, красный, зелёный или жёлтый) и поёт на ступеньках часовни. В перерывах между песнями студентки выкрикивают поздравления друг другу.
Также каждую осень, в день, который объявляется только накануне вечером, студенты празднуют День озера. Это событие отмечается различными танцами под музыку, которая играет через радиостанцию колледжа.
Одной из самых популярных традиций является Марафонный понедельник, который происходит каждую весну в День патриота и примечателен Бостонским марафоном. Трасса пробега проходит через колледж, в котором отмечается его середина. Студентки выстраиваются вдоль дороги с плакатами и кричат пожелания бегущим. Они кричат настолько громко, что это стало широко известно как «Кричащий туннель Уэллсли».